# 中华民国复兴节
中华民国复兴节（简称中国复兴节）是汪精卫政权1943年设立的法定节假日，定于每年8月1日。

## 历史
1943年8月1日，汪精卫政权收回上海租界。当年7月，中华民族反英美协会据此向上海特别市政府提议，定8月1日为中华民国复兴节。之后，市府呈請行政院，轉中央政治委員會，轉最高國防會議。8月5日，最高国防会议举行第23次会议，决议通过此案，规定每年8月1日各地政府召開各界紀念大會，并休息一日。
1944年及1945年的复兴节，中央和地方均举行了庆祝仪式。

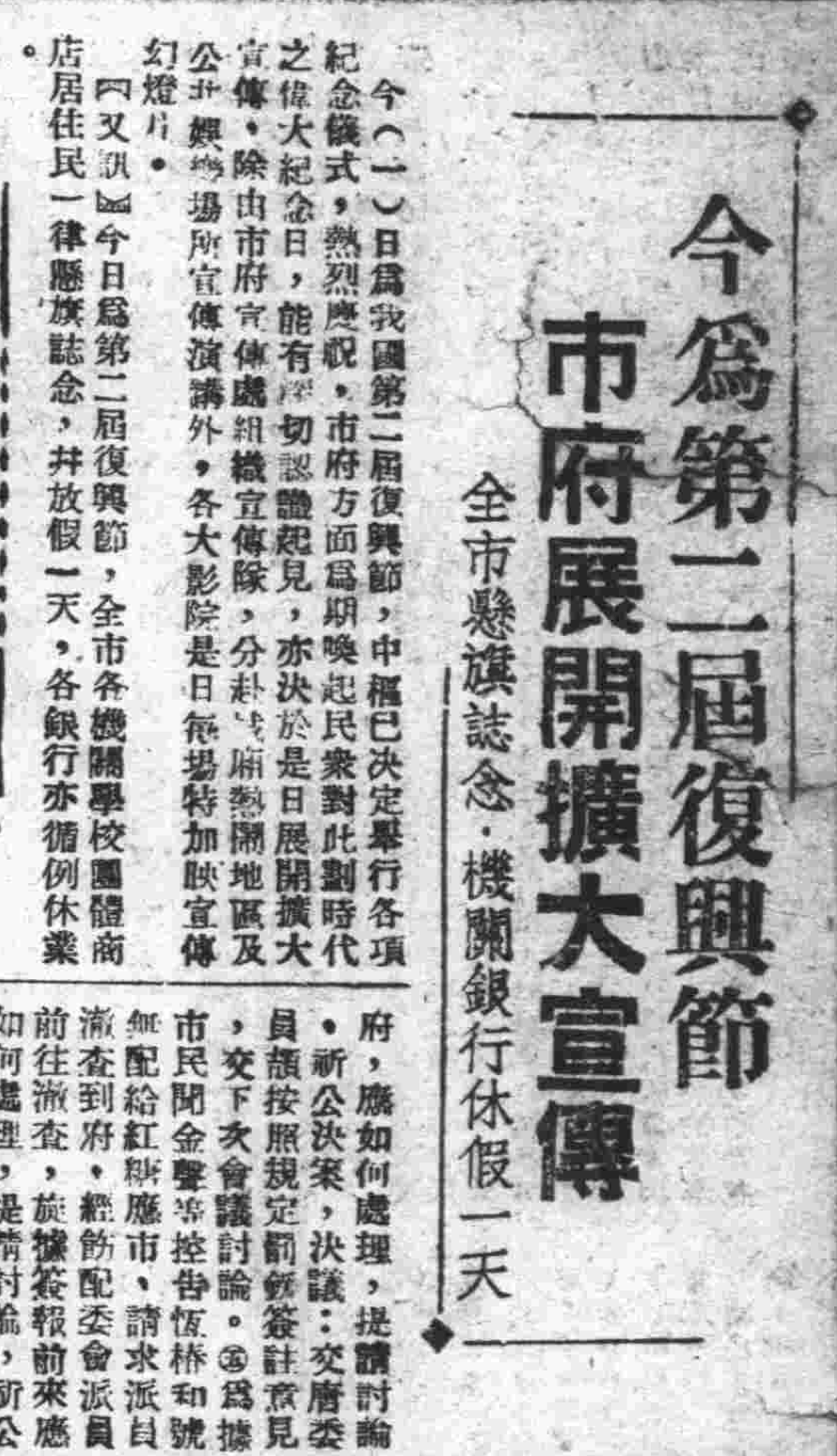
1945年（民国34年）8月1日的南京《中报》对第二届复兴节的宣传